# Deutsche Vereinigung der Rechtsanwalts- und Notariatsangestellten
Deutsche Vereinigung der Rechtsanwalts- und Notariatsangestellten (RENO) ist laut eigenen Angaben ein Dachverband, eine Interessenvertretung der Rechtsanwalts- und Notarfachangestellten, der Angestellten und Auszubildenden der Rechtsanwälte, Patentanwälte und Notare.
Der Verein wurde 1954 in Hamburg gegründet und verbindet heute ca. 4.100 Mitglieder (in 30 Ortsvereinen und Landesverbänden).
Die Geschäftsstelle ist in Berlin.